# Château de Plain-Marais
Le château de Plain-Marais est une ancienne demeure fortifiée, du XVe ou XVIe siècle ayant succédé à un édifice du XIVe siècle, qui se dresse, dans le Cotentin, sur le territoire de la commune française de Beuzeville-la-Bastille, dans le département de la Manche, en région Normandie.
Le château, dont les extérieurs, la chapelle et la salle des gardes du château sont ouverts au public sur rendez-vous de mai à septembre, est partiellement inscrit au titre des monuments historiques.

## Localisation
Le château est situé, en position dominante, sur une colline à 26 mètres au-dessus des marais et de la Douve, au bout d'une longue avenue, à 500 mètres au sud-ouest de l'église Saint-Vincent de Beuzeville-la-Bastille, dans le département français de la Manche.
En se retournant sur le chemin rectiligne menant à Plain-Marais, la perspective aboutit au château de l'Isle-Marie situé de l'autre côté du marais à 1,9 kilomètre à vol d'oiseau. Ce dernier, comme Plain-Marais avait la même fonction ; celle de surveiller le marais et la navigation sur la Douve. Dans la même perspective, côté sud on tombe sur le château de Franquetot à Coigny.

## Historique
Les Romains avaient établi ici un camp leur permettant de contrôler la région et plus précisément la voie romaine allant de Bayeux à Portbail qui passait à ses pieds. Au Moyen Âge, un château prend le relais.
La place, important point stratégique, qui faisait partie du « plan de défenses des côtes » a été renforcée en 1374, avec les bastides de Pierrepont (Saint-Sauveur-de-Pierrepont) et Pont-l'Abbé (Picauville), par Jean de Vienne, amiral du roi de France Charles V et sera très disputée pendant l'occupation anglaise du XVe siècle.
En 1410, Jean d'Arclais, seigneur de Montboscq, en est le capitaine. En 1429, c'est au tour de Jean de Talbot d'occuper la place. Le château, comme le Câtelet, relevaient de la châtellenie de Varenguebec. C'est vers la fin du XVIe siècle, que la famille de Saint-Simon entreprit d'importants travaux dans le château. Propriétaires du XVe au XIXe siècle, on peut voir leurs armoiries sculptées. En 1493 a lieu « accord et traicté de mariage entre Philippe Simon, escuyer, fils aisné de Roger Simon, sieur de Plain-Marest, d'une part et damoiselle Catherine de Houteville, fille de deffunct Helie de Houteville, en son vivant seigneur de Cutesson et damoiselle Marye de Brenville, son espouze, d'autre part ».
Chateaubriand (1768-1848) aurait séjourné et écrit une partie de ses Mémoires d'outre-tombe au château de Plain-Marais, lors d'une visite à sa nièce, Antoinette de Chateaubriand, épouse d'Alfred de Beaufort, propriétaire du château.
Pendant la Révolution, les républicains tentèrent d'arrêter la marquise Andrée Louise Aimée de Thiboutot (° 1782), épouse du propriétaire des lieux, Olivier Le Clerc de Juigné (1776-1831), qui décèdera en son château.
Après la déroute de 1940, le château sert d'étape aux prisonniers qui de Cherbourg sont envoyés à Saint-Lô. Du 22 juin au 2 juillet 1944, l'état-major de la 90e division américaine séjourne au château dont les caves servent de poste de commandement au général Landrum.
Il est aujourd'hui la possession de la famille d'Aigneaux, avec le comte Jean d'Aigneaux.

## Description
Le château de Plain-Marais a conservé, entre autres éléments défensifs des archères, des tours carrées à échauguettes, des douves ainsi que des souterrains et à l'intérieur, la chapelle dans laquelle la famille d'Aigneaux assiste encore à des offices. Le mur entourant le château approche les 2 kilomètres.
Le château, remanié au XVIIe siècle, se présente sous la forme d'un quadrilatère entouré de fossés secs, larges de 10 mètres et profonds de 3 mètres dont les bords sont revêtus de pierre de taille. On accède à la cour d'honneur par un pont fixe qui a remplacé un pont-levis entre deux échauguettes. Aujourd'hui, les balustrades jouent le rôle de murs d'enceinte. Elles ont remplacés une partie du mur en élévation qui bordait vers l'extérieur le chemin de ronde. À l'origine, la maison-forte était entouré de murailles et de fossés secs qui se remplissaient lors de l'inondation des marais. Du château primitif du XIVe siècle, il nous reste des caves voûtées sur piliers cylindriques.
Le logis principal, qui semble dater du XVIIe siècle bien qu'à ses côtés se trouvent deux tours polygonales très engagées paraissant plus anciennes, est haut d'un étage sur rez-de-chaussée. Les tours et les ailes en retour d'équerre, seraient du XVe ou XVIe siècle. L'ensemble a été entièrement remanié dans la seconde moitié du XVIIe siècle, et arbore une façade sans fioritures. Il a été alors bastionné à la Vauban. Aux angles quatre ouvrages carrés formant contrescarpes permettent des tirs d'enfilade, leur avancée extrême est surmontée d'une échauguette en encorbellement.
Un perron situé au milieu du logis donne accès à une porte avec au-dessus un fronton arrondi surmonté d'un long fleuron. Le toit s'ornent de quatre lucarnes simples.
Les deux rangées de communs, constitués d'un unique rez-de-chaussée, en forte avancée donnent à l'ensemble la forme d'un « U ».
Souterrain
D’après une légende un souterrain aurait relier le château de Plain-Marais à celui de l'Isle-Marie, ce qui est peu probable. Ce qui est certain c'est qu'un souterrain part du pont qui enjambe les douves et mène à une salle voûtée sous la cour d'honneur, là où était l'ancien donjon aujourd'hui disparu, et toujours du même pont ce même souterrain descend jusqu'à la Douve, à plus de 300 mètres.

## Protection
Au titre des monuments historiques :
- les façades et toitures du château et des communs ainsi que les douves avec leur pont et balustres qui les entourent sont inscrites par arrêté du 5 mai 1975 ;
- le jardin bastionné du château comprenant l'assiette de la plate-forme bastionnée, à l'exception des bâtiments et des douves avec leur pont et leurs balustres déjà protégés ; les deux portails et les trois bassins ; l'avant-cour avec ses murs ; le mur d'entrée, avec ses deux tours et l'assiette de l'avenue d'accès, sont inscrits par arrêté du 11 février 1998.

Le château est également recensé à l'Inventaire général du patrimoine culturel, et le parc fait l'objet d'une inscription au pré-inventaire des jardins remarquables.